# Russell Square
Russell Square est un grand jardin public à Bloomsbury, Londres nommé en l’honneur des comtes et ducs de Bedford portant le nom de famille Russell. Il est situé près du bâtiment principal de l'université de Londres ainsi que du British Museum. La station de métro Russell Square se trouve à proximité. 
En 2002, le parc a été transformé afin de lui rendre son aspect original du XIXe siècle, et le café rouvert.

## Galerie

Russell Square et ses environs
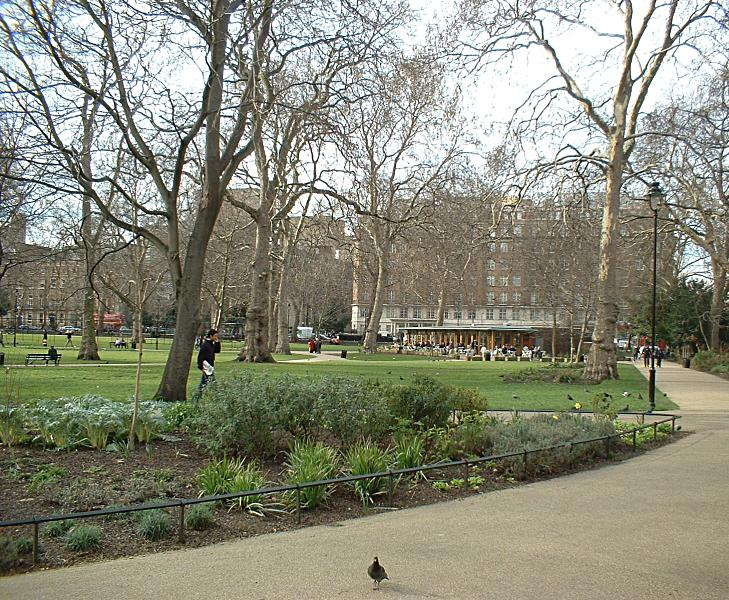
Vue sur Russell Square.
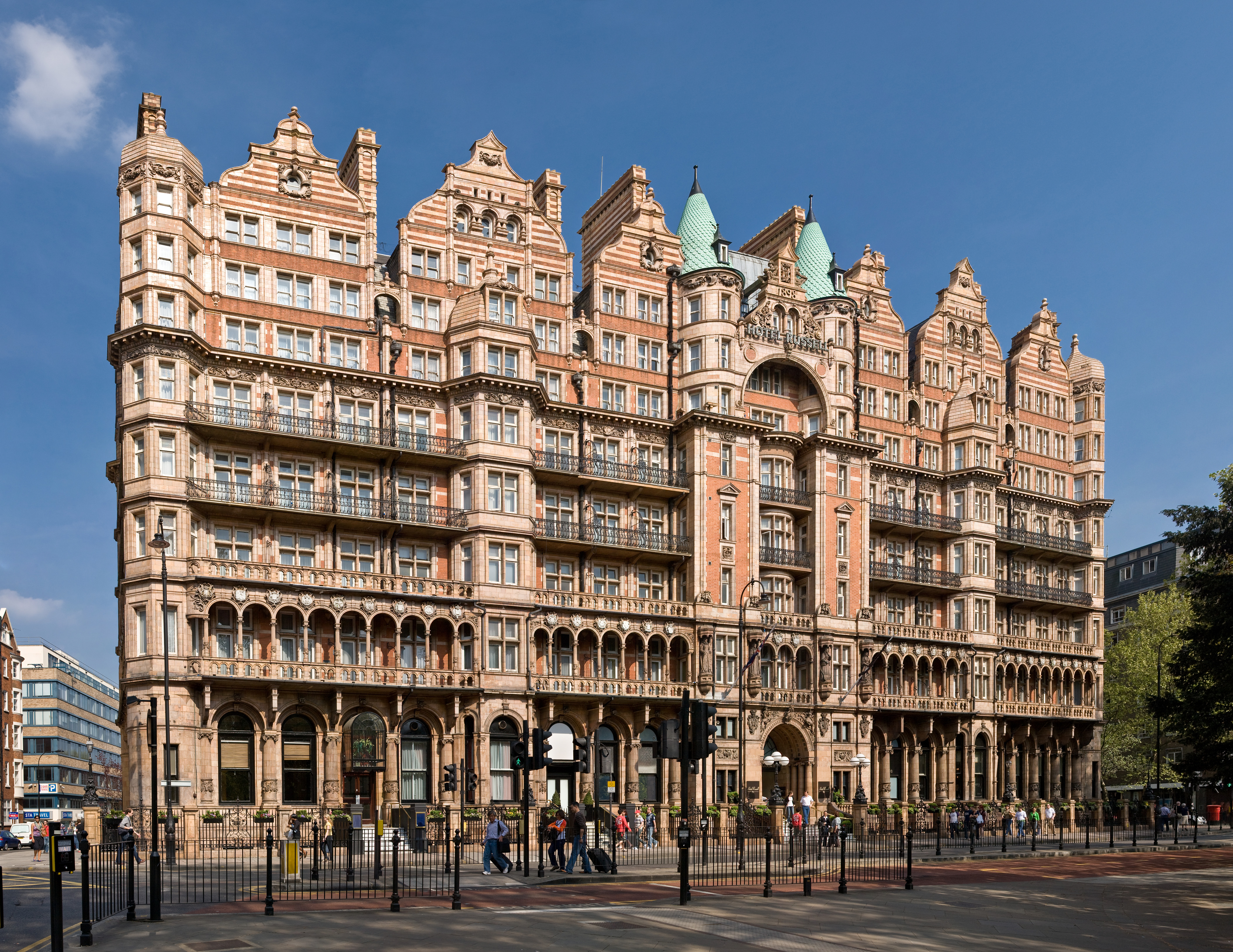
L'hôtel Kimpton Fitzroy London.
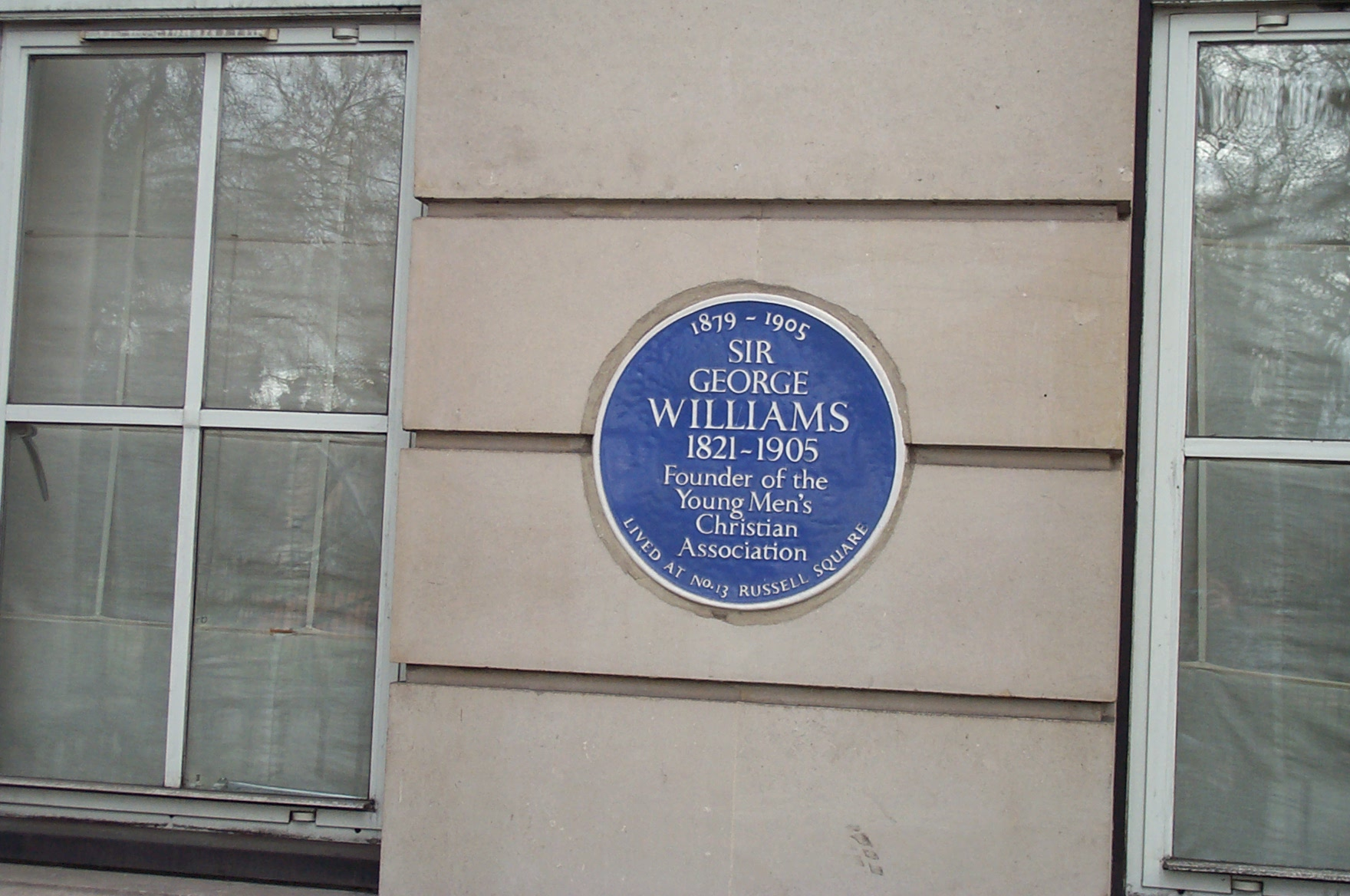
Plaque commémorative de George Williams.
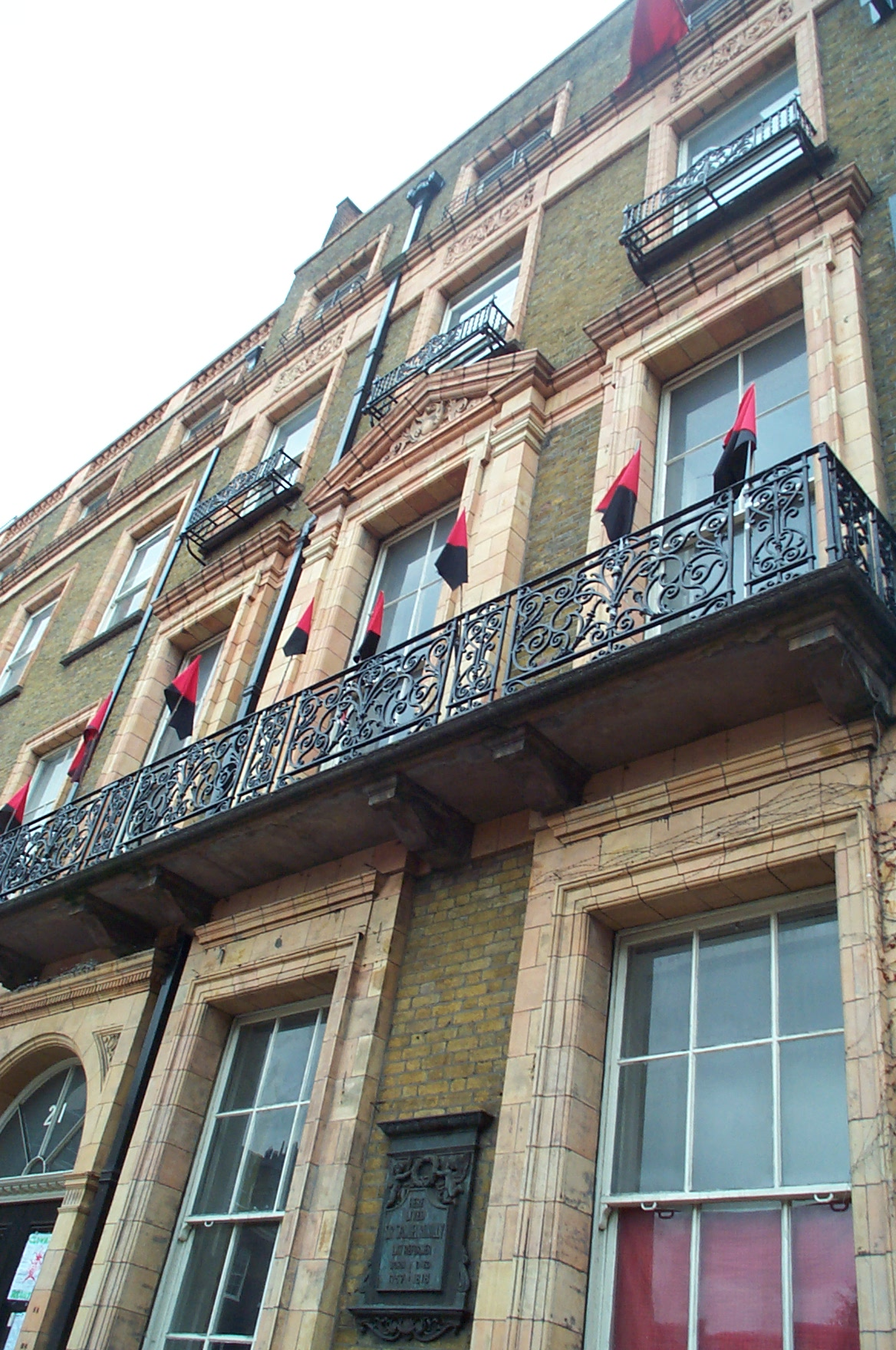
London Social Centre.
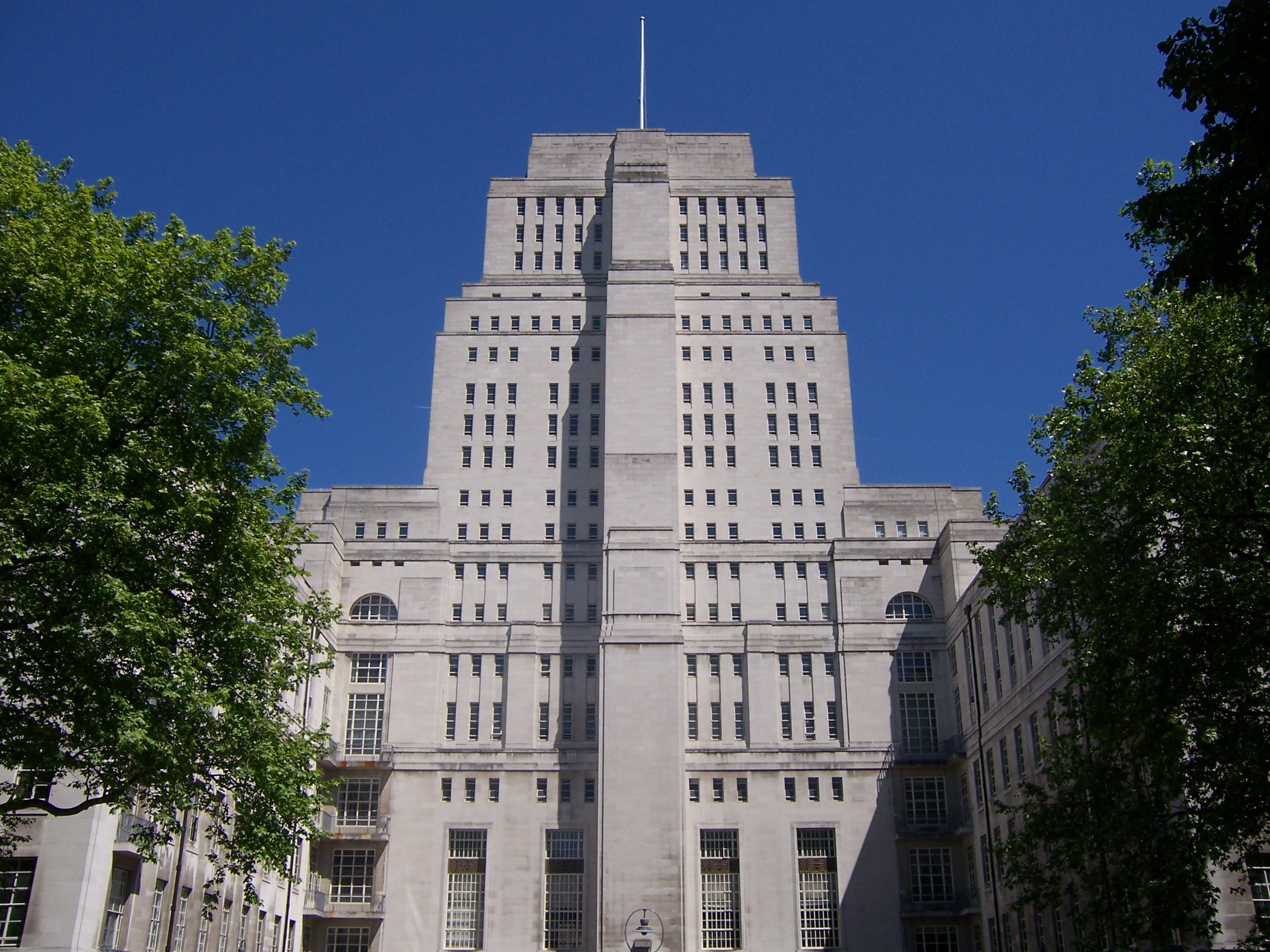
Senate House de l'université de Londres à proximité de Russell Square.

## Dans la fiction
- Dans le roman L'assassin habite au 21 (1939), l'auteur fait résider l’assassin dans une pension de famille située au 21, Russell Square.